# Galindo (hrabia Aragonii)
Galindo Garcés (zm. 844) – hrabia Aragonii od 833 r. do śmierci, syn oraz sukcesor Garcii I Galindeza z Pampeluny (hrabiego Aragonii w latach 820-833). Był wnukiem Galindo Belascotenesa i prawnukiem Belasco, hrabiego Pampeluny w latach 799-812.
Nie zostawił po sobie potomków, więc hrabstwo przeszło na jego kuzyna, Galinda I Aznáreza, który wcześniej był hrabią Urgell i Cerdanyi (830-833) oraz Pallars i Ribagorzy (833-834).